# Juan Carlos de la Ossa
Juan Carlos de la Ossa (Juan Carlos de la Ossa Yunta; * 25. November 1976 in Cuenca) ist ein spanischer Langstreckenläufer.
Bei den Crosslauf-Europameisterschaften gewann er dreimal Silber in der Einzelwertung: 2003 in Edinburgh, 2004 in Heringsdorf und 2006 in San Giorgio su Legnano. 2002 in Medulin wurde er Sechster, 2005 in Tilburg Neunter. In der Mannschaftswertung gewann er 2002 Gold und 2003, 2005 sowie 2006 Silber. Bei den Crosslauf-Weltmeisterschaften kam er 2005 in Saint-Galmier auf Rang 24, 2006 in Fukuoka auf Rang 17 (jeweils auf der Langstrecke) und 2008 in Edinburgh auf Rang 24.
Bei den Leichtathletik-Weltmeisterschaften in Paris/Saint-Denis wurde er Neunter über 5000 m. 2005 siegte er beim Great Edinburgh Run sowie bei den 10 km von Laredo, wurde Zweiter beim Great Manchester Run, Zehnter bei den Leichtathletik-Weltmeisterschaften in Helsinki über 10.000 m und Zweiter bei der San Silvestre Vallecana. Im Jahr darauf siegte er bei den 15 km von Massamagrell und gewann über 10.000 m Bronze bei den Leichtathletik-Europameisterschaften 2006 in Göteborg. 2007 verteidigte er seinen Titel in Massamagrell und wurde Dritter in Laredo.
2008 wurde er Siebter beim Great Manchester Run und kam bei den Olympischen Spielen in Peking über 10.000 m auf den 17. Platz.
Fünfmal in Folge (2004–2008) wurde er spanischer Meister im Crosslauf. 2006 und 2008 holte er außerdem den nationalen Titel über 10.000 m.

## Persönliche Bestzeiten
- 3000 m: 7:42,16 min, 7. Juni 2006, Huelva
- 5000 m: 13:09,84 min, 20. Juni 2006, Huelva
- 10.000 m: 27:27,80 min, 2. April 2005, Barakaldo
- 10-km-Straßenlauf: 27:55 min, 22. Mai 2005, Manchester (spanischer Rekord)
- 15-km-Straßenlauf: 43:56 min, 8. April 2006, Massamagrell